# Il morso della vipera
Il morso della vipera è un romanzo di Alice Basso pubblicato da Garzanti nel 2020.
È il primo romanzo della serie dedicata ad Anita Bo. Il romanzo, oltre che in forma cartacea, è uscito sia in versione ebook che in versione audiolibro, letto dalla stessa Alice Basso.

## Trama
Anita Bo, bella ragazza che vive a Torino nel 1935, in pieno Regime Fascista, è prossima al matrimonio.
Ma nel momento in cui riceve la proposta di matrimonio dal fidanzato Corrado, pur accettando, vuole lavorare per sei mesi. Così, grazie alla sua ex professoressa Candida riesce a farsi assumere nella casa editrice "Monnè" come dattilografa per la rivista "Saturnalia", che pubblica racconti gialli tradotti dalle riviste americane da Sebastiano Satta Ascona.
Sebastiano "Sattaqualcosa" è anche l'autore dei "Gialli del commissario Bonomo", investigatore italiano creato "Ad hoc" con tutti i canoni del buon italiano fascista per "tenersi buono" il regime e la censura, avendo un padre con un passato antifascista.
Durante una cerimonia di intitolazione al martire fascista Germano Goffi, Anita e Sebastiano assistono ad una scena particolare: la signora Metella Vallorì, si lascia andare a inveire contro Germano, accusandolo di averle ucciso Carolina, sua figlia. 
Sei miliziani la trascinano via e pochi giorni dopo, la Signora muore.
In seguito ad una intervista a Ettore Frola in cui notano una grossa incongruenza, Sebastiano ed Anita si sentono moralmente obbligati ad indagare su ciò che è successo. Ma come fare a portare a conoscenza di tutti quello che scoprono senza correre rischi e senza diventare invisi al fascio?
Ed ecco che di colpo, un racconto dell'autore americano J Dorcas Smith appare sulla rivista Saturnalia con un racconto molto simile a ciò che è successo a Carolina, la figlia morta della signora Metella..

## Personaggi
- Anita Bo Dattilografa
- Sebastiano "Satta Coso" Satta Ascona Traduttore ed autore dei Gialli del commissario Bonomo
- Mariele Bo Madre di Anita
- Corrado Leone fidanzato di Anita
- Ottavio Bo padre di Anita
- Emilio Bo fratello di Anita
- Candida Fiorio ex prof di dattilografia
- Clara migliore amica di Anita
- Julian, amico di Sebastiano Satta Ascona
- Sauro Bonatti segretario rionale del fascio
- Maria Vittoria Bonatti "Mavi" fidanzata di Sebastiano
- Germano Goffi, il martire fascista
- Ettore Frola, amico del martire fascista
- Metella Vallorì, la madre della vittima
- Carolina Vallorì, la vittima

## Edizioni
- Alice Basso, Il morso della vipera, Garzanti, 2020,  p. 320, ISBN 978-88-11-81213-5.
- Alice Basso, Il morso della vipera (Ebook), Garzanti, 2020,  p. 320.
- Alice Basso, Il morso della vipera (audiolibro letto dalla stessa Alice Basso), Salani, 2021.